# 本傑明 (德克薩斯州)
本傑明（英語：Benjamin）是一個位於美國德克薩斯州諾克斯縣的城市。根據2010年美國人口普查，該地共人口258人，而該地的面積約為2.70平方千米。同時該地也是諾克斯縣的縣治。

## 地理
本傑明的座標為33°35′00″N 99°47′36″W / 33.58333°N 99.79333°W，而該地的平均海拔高度為450米（即1476英尺）。